# 24. zongoraverseny (Mozart)
Wolfgang Amadeus Mozart 24., c-moll zongoraversenye a Köchel-jegyzékben 491 szám alatt szerepel.

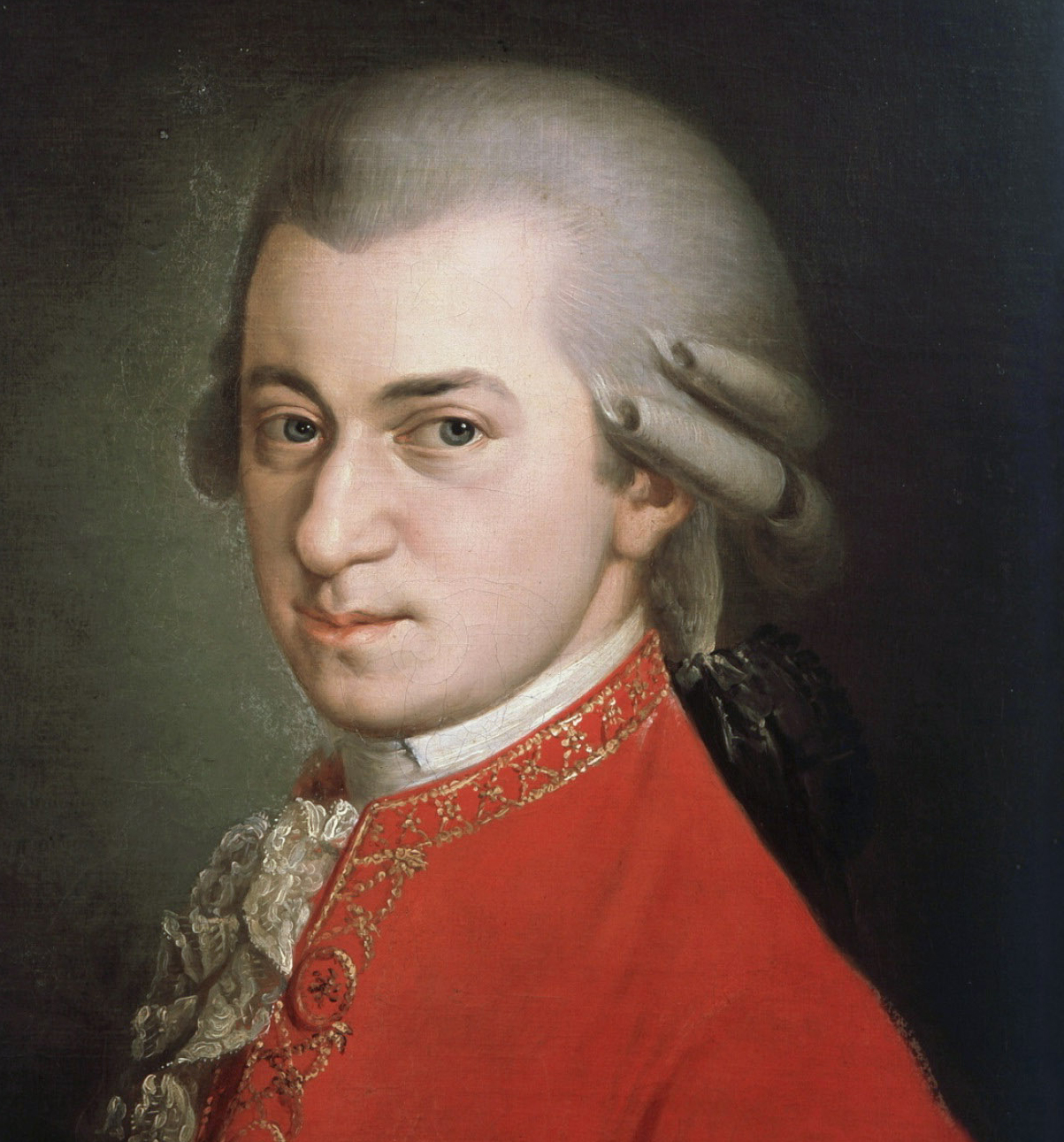

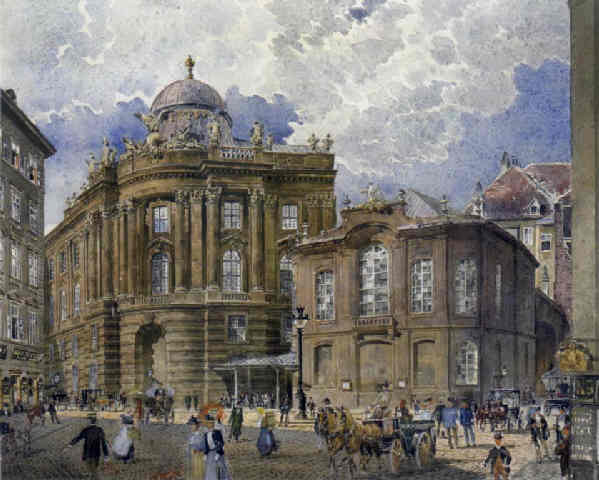
A régi Burgtheater a Michaelerplatzon

## Keletkezése, története
A művet Mozart 1785–86 telén írta, és  1786. március 24-én fejezte be. A bemutató 1786. április 7-én volt a Burgtheaterben, Bécsben.

## Szerkezete, jellemzői
A versenymű a partitúra szerint szóló zongorára, fuvolára, 2 klarinétra, 2 oboára, 2 basszetkürtre, 2 kürtre, üstdobra és vonósokra íródott.
Tételei:
1. Allegro, c-mollban
2. Larghetto, Esz-Dúrban
3. Allegretto, c-mollban

Szenvedélyes, sötét tónusú alkotás, a zongoraversenyek közül csak a másik moll darabhoz, a d-mollhoz hasonlítható. Arthur Hutchings szerint ez Mozart egyik legtökéletesebb zongoraversenye, hangszerelés tekintetében, pedig a legjobb. Girdlestone szintén a legnagyobbnak tartja.
Az első tételt az elejétől végig békétlen indulat és szubjektív hang jellemzi.
A lassú tétel Esz-dúr dallamossága kiegyensúlyozott hangulatot, megbékélést ígér. A tétel rondó formájú, a rondótémát a zongora intonálja.
A zárótétel variációsorozat, mozgalmas, de nem vidám zene, legfeljebb a rövid C-dúr változat idejére enyhül a vészterhes komorság.

## Ismertség, előadási gyakoriság
A mű az ismertebb Mozart zongoraversenyek közé tartozik. Hangversenyen, hanglemezen, vagy elektronikus médiákban viszonylag gyakran hallgatható darab. 2006-ban, a Mozart-év kapcsán a Magyar Rádió Bartók Rádiójának Mozart összes művét bemutató sorozatában a zongoraszólamot Alfred Brendel játszotta, a St. Martin-in-the-Fields Kamarazenekart Neville Marriner vezényelte.